# 45th Parallel
45th Parallel är ett musikalbum av Oregon, utgivet 1989 av GPS Records. Det var det första albumet efter deras avbrott med skivbolaget ECM och den andra skivan med deras trummis Trilok Gurtu (ersättare för Collin Walcott efter att Walcott dött i en bilolycka, 1984) som skulle spela in ytterligare ett album innan han lämnade gruppen.

## Låtlista
Alla låtar är skrivna av Ralph Towner om inget annat anges.
1. "Pageant" – 6:27
2. "Hand In Hand" – 6:01
3. "King Font" – 5:33
4. "Riding on the D Train" (Ralph Towner, Trilok Gurtu) – 2:31
5. "Beneath an Evening Sky" – 5:02
6. "Chihuahua Dreams" (Glen Moore, Michael Moore) – 5:04
7. "Urumchi" (Paul McCandless) – 4:15
8. "Les Douzilles" – 7:29
9. "Bombay Vice" (Trilok Gurtu) – 4:53
10. "Pageant (Epilogue)" – 1:53

## Medverkande
- Ralph Towner — piano, synthesizer, 12-strängad & klassisk gitarr
- Paul McCandless — piccolosaxofon, sopransaxofon, oboe, engelskt horn, basklarinett
- Trilok Gurtu — tabla, trummor, percussion, sång
- Glen Moore — bas
- Nancy King — sång (6)